# Mao Dun
Pour les articles homonymes, voir Mao.
Dans ce nom, le nom de famille, Mao, précède le nom personnel.
Œuvres principales
- Minuit

Mao Dun (en chinois 茅盾, 1896 - 1981), de son vrai nom Shen Dehong, est un écrivain chinois de la période moderne.
Mao Dun est l'un des créateurs de la Société de recherches littéraires (文學研會) et a été membre de la rédaction de la revue Mensuel du roman (小說月報). Dans ses romans, en particulier Minuit (子夜) sur la bourgeoisie de Shanghai, il cherche à imiter le roman réaliste occidental.
Mao Dun, né le 4 juillet 1896 et décédé le 27 mars 1981, est un pseudonyme, sous lequel Shen Dehong œuvra comme écrivain, critique littéraire et journaliste dans la Chine du XXe siècle. Le choix de ce pseudonyme se fonde sur sa signification, « contradiction », qu’il reconnaît représentatif pour les idéologies révolutionnaires, souvent contradictoires, et les conditions instables des années 1920 de la Chine du siècle précédent. Plus tard son ami Ye Shengtao adaptera les signes composant le pseudonyme, afin de lui éviter une persécution politique.

## Biographie
Mao Dun vit le jour dans la zone de Tongxiang de la province du Zhejiang. Son père entreprit lui-même d’établir un programme pour l’instruction de son fils et se chargea personnellement de son enseignement, mais il mourut lorsque celui-ci avait à peine dix ans. Par la suite, c’est sa mère qui le remplaça dans ces fonctions.
À un âge très tendre Mao Dun développa déjà un intérêt intense pour la littérature. Son talent se manifeste alors par un choix de vocabulaire impressionnant et un style aisé à l’occasion d’examens à l’école élémentaire.
Tout en poursuivant sa scolarisation au secondaire, Mao Dun dédia son temps libre à la lecture d’un nombre important de romans classiques, qui influenceront son style et sa conception de l’écriture, et à des exercices censés perfectionner sa capacité d’expression.
Finalement reçu à l’université de Pékin en 1913 dans le cadre d’un cursus de trois ans sur la littérature chinoise et occidentale, il se voit obligé d’interrompre ses études en été 1916 avant les examens de fin d’études pour des raisons financières. Malgré cela, les connaissances acquises durant sa formation lui permettront une évolution rapide sur la scène journalistique et littéraire.

## Carrière de journaliste
Quittant l’université, Mao Dun décroche bientôt un premier emploi au service d’édition et de traduction du journal Commercial Press, bureau de Shanghai. À vingt et un ans on prend en compte de sa candidature pour le poste d’adjoint du rédacteur en chef du magazine pour étudiants Xuesheng Zazhi, publié sous la régie de Commercial Press (Presses Commerciales de Shanghaï), qui par nombre d’articles prête un forum aux nouvelles idéologies émergentes à cette époque  en République de Chine.
En plus de son travail d’éditeur Mao Dun commence à formuler ses pensées et sa critique des développements sociaux sur papier, influencé à un certain degré par les idées, qu’on retrouve dans le fameux magazine Nouvelle Jeunesse, à remarquer particulièrement dans deux de ses éditoriaux pour Xuesheng Zazhi des années 1917 et 1918, Les étudiants et la société et Les étudiants de 1918, et qui éveillèrent une sensibilité pour l’actualité politique de nombre de jeunes d’éducation supérieure.
En 1920 on lui confie la rédaction d’une série sur les nouvelles tendances littéraires (Xiaoshuo Xinchao) d’un mensuel littéraire (Xiaoshuo Yuebao). Il y publie des auteurs comme Tolstoï, Tchekhov, Balzac, Flaubert, Zola, Byron, Keats, Shaw, et en même temps, il fait connaître les nouveaux mouvements littéraires de l'Occident. La même année voit son ascendance au poste de rédacteur en chef et suivant un nouveau mouvement culturel il entame une réforme fondamentale. Ses jeunes amis de la scène littéraire de Pékin le soutiennent, en lui soumettant leurs dernières œuvres et traductions de littérature occidentale, ainsi que leur point de vue concernant de nouvelles théories et techniques littéraires, afin de les publier dans le magazine.
Dans ce cadre s’explique également en partie la fondation d’une association d’études de la littérature (Wenxue Yanjiuhui). Entraînant un réel succès la réforme du mensuel littéraire facilite la poursuite du nouveau mouvement culturel par la vente d’une dizaine de milliers d’exemplaires, mais plus particulièrement par sa promotion d’une nouvelle forme d’appréciation de la littérature chinoise d’un point de vue plus réaliste (Littérature pour la Vie).
Durant cette époque Mao Dun parvint à s’assurer un rôle principal dans le cadre du mouvement au sud de la Chine.
Par contre, il était impossible aux deux factions idéologiques de la rédaction du Commercial Press, les partisans d’idées innovatrices et les conservateurs, de se mettre d’accord sur une réforme du contenu. De telle façon que Mao Dun quitta son poste de rédacteur en chef du mensuel littéraire en 1923 pour retrouver une position clé quatre ans plus tard au sein d’un autre magazine (Min Guo Yuebao). Dans ce cadre il rédige plus de trente éditoriaux critiquant dans un ton cinglant la politique de Tchang Kaï-chek et ne trouvant que des paroles d’éloge pour les révolutionnaires.

## Engagement politique
Animé par la Révolution d'Octobre en Russie en 1917, Mao Dun participa au mouvement du 4 mai en Chine. En 1920 il s’associa à la communauté communiste de Shanghai et était un des principaux collaborateurs à la fondation du Parti communiste chinois en 1921. Initialement porte-parole du Parti, il se chargea également de la rédaction d’articles pour le journal interne.
À la même époque Mao Dun participe à l'opération militaire vers le Nord sous les ordres de Tchang Kaï-chek (1926 à 1928), dont le but principal consistait à réunir le pays, mais il quitte les troupes à la suite de la rupture entre le Guomindang et les communistes. Alors qu'en 1928 il prend la fuite en direction du Japon et qu'il se joint à la Ligue des écrivains de gauche à son retour en Chine deux ans plus tard, l'ironie de la vie veut qu'il se fasse remarquer par son engagement actif au sein du mouvement de résistance, quand les Japonais s'attaquent aux Chinois en 1937. Après la prise de pouvoir par les communistes en 1949, il prend les fonctions de secrétaire du président Mao Zedong et de ministre de la culture, qu’il ne quittera qu’en 1964.

## Personnalité littéraire
La réforme du mensuel Xiaoshuo Yuebao, sa première contribution au développement de la littérature chinoise, le magazine se transforma en forum d'échange sur la littérature contemporaine et des auteurs de renommée, tels que Lu Xun, Xu Dishan, Bing Xin et Ye Shengtao, avaient recours à ce moyen pour présenter leurs dernières œuvres. Peu de temps plus tard Mao Dun commença à soutenir ces formes modernes de littérature et d'idée, en poursuivant l'idéal de promouvoir la littérature chinoise au niveau mondial.
Les conflits politiques de l'époque élargissent son horizon sur le plan littéraire et une grande partie de ses œuvres tourne autour de ce thème. En 1930 il était l'un des principaux initiateurs derrière la fondation de la Ligue des écrivains de gauche. Ensuite il s'employa au côté de Lu Xun pour les droits au cœur de la société et le mouvement révolutionnaire comme tendance littéraire. Sous l'angle de la créativité littéraire la période de 1927 à 1937 se prouva la plus productive, avec la publication de son premier roman (Désillusion) en 1927, la plus fameuse de ce genre (Minuit) ne parut qu’en 1933. Il s’agit d’un roman de style naturaliste décryptant en détail le monde économique de Shanghai. Indéniablement ses romans prennent parti pour les révolutionnaires et promeuvent leurs idées, ce qui se fait également remarquer par une présentation sans exception sympathique des ressortissants des classes des travailleurs.
Après la fondation de la République populaire de Chine en 1949 le poste de ministre de la Culture est attribué à Mao Dun, mais lors de la Révolution culturelle il fut remplacé et soumis à un traitement atroce[Lequel ?]. Après cette nouvelle époque mouvementée il devint de nouveau éditeur d’une revue pour enfants avant de décéder en 1981. Malgré cela, son influence sur la littérature chinoise se fait toujours remarquer de nos jours, surtout grâce à une fondation avec pour fin la promotion de la créativité littéraire (la Fondation littéraire Mao Dun), à laquelle il a consacré une partie de ses économies personnelles.
À l’occasion de ses cinquante ans, des festivités, auxquelles sont invitées plus de cinq cents personnes en provenance des pays étrangers les plus divers, sans oublier, ni la Russie, ni les États-Unis, ne fournissent qu'une nouvelle manifestation du succès de ses efforts en faveur de la créativité littéraire. Au nom du parti communiste Wong Rufei rédigea un message d'appréciation sous forme d'essai retenant les principaux acquis de ses activités sur ce domaine.
À mentionner en outre, l'élection à deux reprises au poste du directeur au comité des arts et de la littérature de la Chine. Son estime dans les cercles littéraires est incontestable et même alors qu’à un âge plutôt avancé il souffrait d’une maladie douloureuse, cela ne l’empêcha pas de poursuivre ses travaux littéraires en rédigeant ses mémoires sous le titre de Le chemin que j'ai parcouru (“我走過的道路”).
Réalisant son rêve de promouvoir la littérature communiste et des œuvres remarquables, Mao Dun initia l’introduction d’un prix littéraire à son nom en Chine, le prix Mao Dun de littérature dont nombre d’auteurs de renommée sur la scène littéraire contemporaine ont été dotés, à mentionner particulièrement Wei Wei et Zhou Keqin.

## Œuvres
De la nouvelle, en passant par le conte, l'essai, le drame, la traduction à la théorie littéraire, l'œuvre de Mao Dun, composée d’une centaine de publications, s'étend quasiment sur tous les genres existants.
Romans et nouvelles
- 1927-1928 : Shi (chinois 蚀), roman en trois parties : Huanmie (1927, chinois 幻滅), Dongyao (1928, chinois 动摇), Zhuiqiu (1928, chinois 追求) L'Éclipse, trad. sous la direction de Michelle Loi, Noël Blandin, 1992
  - I. Désillusion, trad. Frédérique Gilbank et Zhang Pengpeng
  - II. Oscillation, trad. Catherine Vignal, Feng Hanjin et Wang Yuwer
  - III. Quête, trad. Jean Join

- Qiu Shou (chinois 秋收), nouvelle La Moisson d'automne, trad. dans Les Vers à soie du printemps
- La Fin de l'hiver (chinois 残冬), nouvelle trad. dans Les Vers à soie du printemps
- Zi Ye (chinois 子夜), roman Minuit (zh), Éditions en langues étrangères, Pékin, 1962, Robert Laffont, 1979
- Lin Jia Puzi (chinois 林家鋪子) La Boutique de la famille Lin, trad. dans Les Vers à soie du printemps

Le recueil Les Vers à soie du printemps, Éditions en langues étrangères, Pékin, 1958 (rééd. 1980), comprend les nouvelles suivantes : Les Vers à soie du printemps, La Moisson d'automne, La Fin de l'hiver, Image en raccourci, La Boutique de la famille Lin, Sous le feu, Histoire de Grand Nez, La Seconde Génération, Monsieur Zhao n'arrive pas à comprendre, « Un vrai chinois », Chagrin, La Première Demi-Journée de travail, Le Village du Grand Marais. La nouvelle donnant son titre au recueil a été adapté au cinéma sous le titre Les Vers à soie du printemps en 1933.
Autres œuvres
- Xian Gei Shiren Jie (Giving to the Poet Festival) 1946 – (Festival de la Donation au Poète)

Anthologies
- 1980 : Œuvres Récentes de Mao Dun (Mao Dun Jinzuo)
- 1980 : Commentaires de Mao Dun sur la Créativité (Mao Dun Lun Chuang Zuo)

Essais
- 1948 : Journal d’un Voyage en Russie (Sulian Jianwenlu)
- 1949 : Discours sur la Russie (Jitan Sulian)

Drame (théâtre)
- 1945 : Aux alentours de la Fête de Qingming (chinois : 清明前后 ; pinyin : Qīngmíng qiánhòu)

Traductions
- 1946 : La Question Russe, Drame moderne
- 1946 : Group’s Sons, Nouvelle